# Hypocnemis ochrogyna
A Hypocnemis ochrogyna a madarak osztályának verébalakúak (Passeriformes) rendjébe és a hangyászmadárfélék (Thamnophilidae) családjába tartozó faj.

## Rendszerezése
A fajt John Todd Zimmer amerikai ornitológus írta le 1932-ben, a Hypocnemis cantator alfajaként Hypocnemis cantator ochrogyna néven.

## Előfordulása
Dél-Amerikában, Bolívia és Brazília területén honos. A természetes élőhelye a szubtrópusi vagy trópusi síkvidéki esőerdők, mocsári erdők, folyók és patakok környéke. Állandó, nem vonuló faj.

## Megjelenése
Testhossza 11–12 centiméter, testtömege 11–15 gramm.

## Természetvédelmi helyzete
Az elterjedési területe nem kicsi, de folyamatosan csökken, egyedszáma még nagy, de ez is csökken. A Természetvédelmi Világszövetség Vörös listáján sebezhető fajként szerepel.

## Külső hivatkozások
- Képek az interneten a fajról
- Xeno-canto.org - a faj hangja és elterjedési területe